# Laura Genovino
Laura Genovino, née le 18 février 2000[Où ?], est une actrice française d'origine italienne.

## Filmographie

### Cinéma
- 2010 : Le Nom des gens de Michel Leclerc – Bahia Benmahmoud enfant
- 2011 : Du vent dans mes mollets de Carine Tardieu – Marina Campbell
- 2014 : Du goudron et des plumes de Pascal Rabaté – Alizée
- 2017 : Les Grands Esprits de Olivier Ayache-Vidal - la fille de Caroline

### Télévision
- 2009-2010 : Drôle de famille ! – Apolline
- 2010 : Un bébé pour mes 40 ans – Marine
- 2011 : Les Mystères de l'amour – Léa
- 2012 : La Disparition – Marion
- 2016 : Innocente – Alma 15 ans (6 épisodes)
- 2024: La recrue – Vanessa Maraud (1 épisode)